# Пыдарино
Пыдарино (болг. Пъдарино) — село в Болгарии. Находится в Тырговиштской области, входит в общину Омуртаг. Население составляет 512 человек (2022).

## Политическая ситуация
В местном кметстве Пыдарино, в состав которого входит Пыдарино, должность кмета (старосты) исполняет Хасан Кадиров Хасанов (Движение за права и свободы (ДПС)) по результатам выборов правления кметства.
Кмет (мэр) общины Омуртаг — Неждет Джевдет Шабан Движение за права и свободы (ДПС)) по результатам выборов в правление общины.